# Concepción (Copán)
Concepción – gmina (municipio) w zachodnim Hondurasie, w departamencie Copán. W 2010 roku zamieszkana była przez ok. 7,1 tys. mieszkańców. Siedzibą administracyjną jest miejscowość Concepción.

## Położenie
Gmina położona jest w środkowej części departamentu. Graniczy z 6 gminami:
- San Rita od północy i zachodu,
- San Jerónimo i Dolores od północy,
- Dulce Nombre od wschodu,
- Santa Rosa de Copán od południa i zachodu,
- San Agustín od zachodu.

## Miejscowości
Według Narodowego Instytutu Statystycznego Hondurasu na terenie gminy położone były następujące wsie:

- Concepción
- AldeaNueva
- Bañaderos
- Barbascales
- Candelaria
- Las Delicias
- Las Pavas
- Piedras Coloradas
- Plan Grande
- San José de Las
- Quebraditas
- San Juan
- Vertientes

## Demografia
Według danych honduraskiego Narodowego Instytutu Statystycznego na rok 2010 struktura wiekowa i płciowa ludności w gminie przedstawiała się następująco:
| Wiek       | 0–3 | 4–6 | 7–12  | 13–17 | 18–24 | 25–64 | 65+ | razem |
| Concepción | 993 | 755 | 1 213 | 825   | 893   | 2 172 | 237 | 7 087 |
| Mężczyźni  | 508 | 381 | 605   | 422   | 486   | 1 136 | 120 | 3 658 |
| Kobiety    | 485 | 374 | 609   | 402   | 407   | 1 036 | 117 | 3 429 |